# Cláusula (lógica)
En lógica matemática, una cláusula es una expresión formada por una colección finita de literales (variables o sus negaciones) que es verdadera cuando es verdadero al menos uno de los literales que la forman. En lógica proposicional, normalmente las cláusulas son descritas como una disyunción de literales {\displaystyle l_{i}}:
{\displaystyle l_{1}\vee \cdots \vee l_{n}}
Análogamente, se llama cláusula conjuntiva a una conjunción de literales:
{\displaystyle l_{1}\wedge \cdots \wedge l_{n}}